# Marit Ishol Skogan
Marit Ishol Skogan (ur. 7 lipca 1998 w Steinkjer) – norweska biathlonistka, srebrna medalistka mistrzostw świata juniorów.
Po raz pierwszy na arenie międzynarodowej pojawiła się 15 listopada 2015 roku w Sjusjøen, zajmując dziesiąte miejsce w sprincie. W 2017 roku wystąpiła na mistrzostwach świata juniorów w Osrblie, gdzie była druga w sztafecie. Na rozgrywanych rok później mistrzostwach świata juniorów w Otepää zajęła 8. miejsce w sprincie i 32. w biegu pościgowym. 
W Pucharze Świata zadebiutowała 26 listopada 2023 roku w Östersund, zajmując 10. miejsce w biegu indywidualnym. Tym samym już w debiucie zdobyła pierwsze pucharowe punkty. Na podium zawodów tego cyklu po raz pierwszy stanęła 16 grudnia 2023 roku w Lenzerheide, kończąc rywalizację w biegu pościgowym na trzeciej pozycji. Wyprzedziły ją jedynie Francuzki: Justine Braisaz-Bouchet i Julia Simon. 

## Osiągnięcia

### Mistrzostwa świata
| Rok  | Miejscowość | Konkurencje | Konkurencje | Konkurencje | Konkurencje | Konkurencje | Konkurencje | Konkurencje |
| Rok  | Miejscowość | IN          | SP          | PU          | MS          | RL          | MR          | SR          |
| ---- | ----------- | ----------- | ----------- | ----------- | ----------- | ----------- | ----------- | ----------- |
| 2024 | Nové Město  | 68.         | –           | –           | –           | –           | –           | –           |

### Mistrzostwa świata juniorów
| Rok  | Miejscowość | Konkurencje | Konkurencje | Konkurencje | Konkurencje | Konkurencje | Konkurencje | Konkurencje |
| Rok  | Miejscowość | IN          | SP          | PU          | MS          | RL          | MR          | SR          |
| ---- | ----------- | ----------- | ----------- | ----------- | ----------- | ----------- | ----------- | ----------- |
| 2017 | Osrblie     | 17.         | 27.         | 22.         | nd.         | 2.          | nd.         | nd.         |
| 2018 | Otepää      | –           | 8.          | 32.         | nd.         | –           | nd.         | nd.         |

### Puchar Świata

#### Miejsca w klasyfikacji generalnej
| Sezon     | Miejsce |
| --------- | ------- |
| 2023/2024 | 30.     |

#### Miejsca na podium indywidualnie
| Lp. | Dzień      | Rok  | Miejscowość | Konkurencja             | Lokata | Pudła   | Czas biegu | Strata  | Zwycięzca               |
| --- | ---------- | ---- | ----------- | ----------------------- | ------ | ------- | ---------- | ------- | ----------------------- |
| 1.  | 16 grudnia | 2023 | Lenzerheide | Bieg pościgowy na 10 km | 3.     | 0+2+0+0 | 27:31,0    | +1:13,6 | Justine Braisaz-Bouchet |